# I lifvets vår
I lifvets vår (a volte conosciuto anche col titolo italiano La primavera della vita) è un film del 1912, diretto da Paul Garbagni, basato sul romanzo Första älskarinnan di August Blanche, del 1848. Il film riunisce come attori Victor Sjöström, Mauritz Stiller e Georg af Klercker, che saranno di lì a poco protagonisti della cosiddetta "Età dell'oro del cinema svedese".

## Trama
Alla morte della madre la piccola Gerda passa di mano in mano. Viene innanzitutto portata dal padre, il consigliere von Seydling, che aveva abbandonato la famiglia anni prima, e che probabilmente non aveva mai visto la figlia. Von Seydling conduce una vita che mal si accorda con la presenza di bambini, ed affida Gerda ad una persona che crede fidata, Sara Andersson. Sara non è affatto fidata, e mette la bimba - dicendo al padre che è scappata, e che sta conducendo ricerche -, nelle mani di tale Broom, che le insegna a mendicare per la strada (per poi accaparrarsi i profitti). È precisamente mentre sta svolgendo tale attività di accattonaggio che la incontra il giovane Cyril Alm, proprio mentre costui stava leggendo sul giornale un articolo su una banda di sfruttatori di minori, capeggiata da Sara Andersson, ricercata ma introvabile. Cyril porta Gerda dalla polizia, la piccola porta tutti da Broom, che viene arrestato. Infine Gerda va a vivere con Cyril e sua madre.
Passano 12 anni. Cyril nutre ormai per Gerda dei sentimenti che sono qualcosa di diverso dall'amore fraterno, ma Gerda si è infatuata di un inquilino della casa degli Alm, il tenente von Plæin, prima ancora che Cyril potesse dichiararle il suo amore. Il tenente è un donnaiolo; quando Cyril lo scopre e presenta le prove a Gerda, l'impenitente von Plæin lo sfida a duello, nel corso del quale Cyril viene ferito. Gerda allora, convinta di aver causato infelicità agli Alm, lascia la casa senza precisare la sua futura destinazione.
Trascorrono ancora 10 anni. Il consigliere von Seydling è un fervente ammiratore di una stella del teatro che si è affermata di recente, nota col nome di "signora" Hauser, che non è altri che Gerda. I due, dietro alle insistenze di von Seydling, si incontrano nel camerino di lei, senza riconoscersi. Cyril invece sa benissimo che la signora Hauser è Gerda, e Gerda stessa vede ogni sera Cyril fra il pubblico: entrambi si scrivono dei biglietti, senza però osare consegnarli. E, caso strano, l'assistente di camerino di Gerda è Sara Andersson, evidentemente sotto falso nome: di nuovo, le due donne non si riconoscono. Solo sbirciando fra gli effetti personali di Gerda la Andersson richiama alla mente l'identità della bambina che aveva ignobilmente tradito vent'anni prima, così come la sua paternità.
Durante una rappresentazione di Gerda, cui sono presenti il padre e Cyril, un incendio si sviluppa dietro le quinte. Nel fuggi fuggi generale Cyril rientra in teatro e salva Gerda dalle fiamme. La Andersson, gravemente ferita, riferisce a von Seydling che la signora Hauser è sua figlia. Gerda, ripresasi, va ad abitare dal padre.
Qualche tempo dopo, von Seydling scrive a Cyril chiedendogli di fare da testimone per il contratto prematrimoniale della figlia. Cyril, di malavoglia, poiché nutre ancora sentimenti per Gerda, accetta. Gli viene presentato il documento con i nomi dei due futuri sposi. E i nomi sono: Gerda von Seydling e Cyril Alm.

## Produzione
Le riprese interne sono state realizzate presso i teatri di posa della Svenska Biografteatern a Lidingö; gli esterni sono stati girati a Stoccolma e vicinanze.
Il film, inizialmente considerato perduto, è stato identificato nel 2006 negli archivi della Cinémathèque Française, a Parigi; la pellicola ha una lunghezza di 1100 metri.

## Distribuzione
I lifvets vår è uscito nelle sale cinematografiche svedesi il 16 dicembre 1912 presso il cinema Victoria di Malmö. Le uscite successive sono state quella norvegese (l'11 gennaio 1913) e statunitense (1 agosto 1913).
Il film è stato proiettato nel 2009 al Göteborg Film Festival, e nel 2017, in Francia, a cura della Cinémathèque Française, nel corso di una retrospettiva su Mauritz Stiller.
I lifvets vår è uscito in DVD a cura della Silent Hall of Fame Enterprises, con il titolo The Springtime of Life.

## Accoglienza
Sul quotidiano Arbetet di Malmö nei giorni successivi alla prima, possiamo leggere: "La trama pecca un po' di ingenuità, ma l'effetto sul grande schermo è eccellente, con una buona recitazione e un'ottima fotografia".
Lo Skånska Dagbladet, sempre di Malmö, riferisce: "La trama è estremamente accattivante. Lo spettatore segue con il cuore palpitante e le lacrime agli occhi il destino della piccola Gerda. La prima parte del dramma apre uno spaccato alquanto negativo sull'istituto dell'affido, di cui alcuni scandalosi casi si sono verificati di recente anche nella nostra città. Il tutto è recitato con grande realismo sotto la direzione di Victor Sjöström (sic). Diverse scene sono da considerarsi dei capolavori cinematografici."